# 巴拉克·奧巴馬政府的東亞外交政策
巴拉克·奧巴馬政府的東亞外交政策（英語：East Asian foreign policy of the Barack Obama administration），是美國總統奧巴馬於2009年至2017年期間的東亞戰略代表了美國外交政策的重要轉變。該戰略使美國將其關注重點從中東和歐洲等地區轉移到東亞，並鼓勵其在這一區域的多個國家進行大規模的投資與合作。值得注意的是，其中一些國家地理上靠近中華人民共和國。
奧巴馬政府於2012年提出的「重返亞洲」區域戰略明顯加強了對該地區的關注。該戰略的核心行動領域包括：加強雙邊安全聯盟、深化與包括中國在內的新興大國的合作、加強與區域多邊機構的合作、擴大貿易和投資、建立廣泛的軍事存在，以及推動民主和人權。布魯金斯學會的一份報告指出，該戰略引起了不同的亞洲國家各種不同的回應，推動美國在該地區的再平衡策略。
奥巴马政府的所谓“亚洲再平衡”成效有限，在2017年之后被放弃，美国改使用“自由开放的印太”描述此区域，并成为美国从太平洋东岸到印度洋西岸这一广阔空间内的区域战略。

## 戰略轉向
在比爾·克林頓和喬治·W·布什政府領導下，海軍和空中武器系統曾經部署於關島和日本，同時透過在樟宜海軍基地建設航空母艦設施，與新加坡展開合作。布什政府曾向太平洋地區派遣一艘航空母艦，並於2005年宣布將把美國60％的潛艇調遣至亞洲，同時也應對伊拉克和阿富汗的叛亂活動。
儘管全球其他地區的外交政策對美國仍然具有重要意義，但在奧巴馬的領導下，他強調了對東亞地區的"重返"，將美國的外交和貿易重心集中於該地區。中國作為一個崛起的大國，在奧巴馬總統的任期內成為一個重大議題。儘管兩國在氣候變化等問題上有合作，但由於南海和東海的領土主張，中美關係也變得緊張。2016年，美國首次主辦了與東南亞國家協會的峰會，體現了奧巴馬政府加強與東盟及其他亞洲國家關係的意願。在協助鼓勵緬甸舉行公開競爭的選舉後，奧巴馬取消了對緬甸的多項制裁。此外，奧巴馬還加強了美國與越南、澳大利亞和菲律賓的軍事關係，增加了對老撾的援助，並為韓國和日本之間的關係升溫做出了貢獻。他將跨太平洋夥伴關係協議定位為亞洲經濟合作的關鍵支柱。然而，2017年1月，唐納德·特朗普總統撤回了美國對《跨太平洋夥伴關係協定》的簽署，導致該協定未能得到批准並且未生效。在奧巴馬與美國長期對手朝鮮的關係方面，進展甚微，朝鮮繼續推進其大規模殺傷性武器計劃。
自希拉里·克林頓在《外交政策》中發表《美國的太平洋世紀》一文以來，美國軍事和外交的“重返亞洲”或“再平衡”戰略也被廣泛稱為“重返亞洲”。克林頓的文章著重強調了亞太地區的重要性，指出全球近一半人口居住在亞太地區，而亞太地區的發展對美國的經濟和戰略利益至關重要。她提到，“亞洲的開放市場為美國提供了前所未有的投資、貿易和獲得尖端技術的機會。我們國內的經濟復甦將取決於出口以及美國企業進入這個廣大且不斷增長的市場的能力。”從戰略角度來看，維護亞太地區的和平與安全對全球的進展變得越來越重要，不論是通過捍衛南海的航行自由、打擊朝鮮的核擴散努力，還是確保軍事透明度。克林頓明確提到，“支點”戰略將依照以下六項行動方針展開：加強雙邊安全聯盟；深化美國與崛起大國（包括中國）的關係；與區域多邊機構合作；擴大貿易和投資；建立基礎廣泛的軍事存在；並推動民主和人權。
時任澳大利亞總理陸克文認為，奧巴馬的“重返亞太”戰略，即亞太再平衡戰略，是十分適切的。他表示：“如果不采取這樣的行動，中國以其堅定的現實主義國際關係觀可能會得出這樣的結論：經濟疲憊的美國正在太平洋地區失去持久力。”陸克文在文中寫道，美國現已在亞洲地區進行了全面的投資，華盛頓和北京應該共同制定符合雙方利益的長期合作戰略，以極大程度地減少誤判和衝突的可能性。他強調，美國的再平衡戰略並非僅僅局限於軍事，而是“更廣泛的地區外交和經濟戰略的一部分，其中還包括成為東亞峰會成員的決定以及發展跨太平洋夥伴關係的計劃”，同時加強了美國與印度的戰略夥伴關係，並對緬甸敞開大門。雖然北京可能對這一戰略重心不太歡迎，但陸克文相信中國能夠理解這一點，因為中國的軍事學院已經研讀過卡爾·馮·克勞塞維茨和漢斯·摩根索的著作，對戰略實力保持尊重。
哈佛大學費正清中國研究中心研究員羅伯特·S·羅斯認為，“轉向”中國正在自我實現一種預言，美國的政策“不必要地加劇了北京的不安全感，只會助長中國的侵略性，破壞地區穩定，並減低北京和華盛頓之間合作的可能性”。當美國真正認識到中國的固有弱點和自身的優勢時，卻極大地限制了長期外交接觸，並夸大了中國力量所帶來的威脅。他指出，“正確的對華政策將緩解北京的憂慮，而不是利用它，同時保護美國在該地區的利益”。
普林斯頓大學伍德羅·威爾遜公共與國際事務學院政治與國際事務教授亞倫·弗里德伯格認為，美國對華戰略將結合接觸和製衡的策略。他表示：“這一戰略的參與部分旨在使中國融入全球貿易和國際機構，阻止其對現狀的挑戰，並鼓勵其成為‘負責任的利益相關者’，納入現有國際體系。”與此同時，另一部分則致力於維持權力平衡、遏制侵略並遏制任何威脅性企圖。弗里德伯格認為，更多的重點應該放在前者上，而非後者。“轉向策略的一個問題在於，到目前為止，它在實質內容上還缺乏嚴謹性。採取的行動要麼僅是象徵性的，例如即將向澳大利亞部署少量美國海軍陸戰隊，要麼僅涉及對現有空軍的重新分配以及其他戰區海軍資產的調整。”
中國國防部已將這一重心列為其持續建設考慮的因素。中國還舉了美國的其他行動作為例，如設立防空識別區。前中國國務委員戴秉國曾向希拉里·克林頓建議：“你為什麼不‘離開這裡’？”前中國國家主席胡錦濤也曾表示：
美國在亞太地區加強了軍事部署，強化了與日本的軍事同盟，加強了與印度的戰略合作，改善了與越南的關係，與巴基斯坦進行合作，並在阿富汗支持建立親美政府，同時增加了對台灣的軍事支持。他們擴展了前哨基地，並在東、南、西方向上加強對該地區的影響力。
2013年6月4日，美國企業研究院亞太戰略工作組向巴拉克·奧巴馬總統和美國國會發布了《確保美國在亞太地區的利益和價值觀》的備忘錄。該備忘錄認為，為實現在亞太地區的目標，美國總統可以通過與國會合作制定滿足以下四個條件的全面且長期的戰略：促進經濟一體化和自由化、加強聯盟和安全夥伴關係、強化美國在亞太地區的軍事部署，以及充分運用美國的外交和國家實力。
蘇黎世聯邦理工學院安全研究中心的高級研究員普雷姆·馬哈德萬（Prem Mahadevan）指出，亞太地區存在兩種互補的安全環境，從而推動了這一轉變：“東亞的安全動態可以分為兩個層面；一個層面涉及區域參與者追求各自的議程，而另一個則包括全球影響，促使中國與美國之間進行地緣政治競爭。在宏觀戰略層面上，這兩套動態相互影響。”因此，新部署的軍艦和第五代戰鬥機正被優先用於太平洋地區的美國軍事行動，以維持力量平衡。他進一步指出：“預計，隨著從大西洋到太平洋的力量‘再平衡’或‘重心’策略的實施，美國海軍將有60％的兵力部署在太平洋，比目前增加了10％。實際上，該區域將增加一艘美國航空母艦、七艘驅逐艦、十艘近海戰鬥艦、兩艘潛艇以及EP-3偵察機等偵察資源。”
與冷戰時期的永久基地和其他固定基礎設施相比，樞紐將通過輪換部署來容納國家資產。詹姆斯·阿莫斯指出，通過避免使用一些大型基地，美軍將減少成為彈道導彈攻擊目標的可能性。美國對該地區的武器銷售將增強這一轉向戰略的實力。
參議員約翰·馬侃以計劃不足為由，採取行動阻止為重組提供資金。
2013年，美國聯邦政府發生關閉，導致奧巴馬被迫留在華盛頓，無法出席亞太經合組織印度尼西亞會議，進而影響了該戰略的重心。美國太平洋空軍司令赫伯特·卡萊爾承認，由於美國的其他承諾和2013年的預算削減，資源尚未充分投入轉向戰略。負責採購的助理國防部長卡特里娜·麥克法蘭表示，考慮到預算壓力，正在重新評估這一轉向戰略。
歐盟東盟中心等智庫強調了轉向亞洲的「地緣經濟本質」，以及與中國全球雄心的動態互動。尼古拉斯·菲爾茲利（Nicholas Frazier）認為，亞洲基礎設施投資銀行的成立在很大程度上是對試圖遏制中國的地緣政治「包圍戰略」的經濟回應：“為了遏制中國，美國試圖從巴庫尋求跨亞洲的新防務和貿易聯盟，但效果甚微。儘管華盛頓不斷推動，東京和首爾一直不願加強雙邊軍事和經濟聯繫。然而，由於華盛頓特區的「自由派鷹派」相對笨拙地部署了這一包圍戰略，中國領導層並未對此感到威脅。其中一個反擊方式是在國際金融領域，”他指出，“在北京建立一個新的超國家金融機構未必會引發徒勞的地緣政治競爭。中國和西方可以成功合作，建立一個更加促進整個亞太地區繁榮且公平的經濟秩序。”

## 中華人民共和國

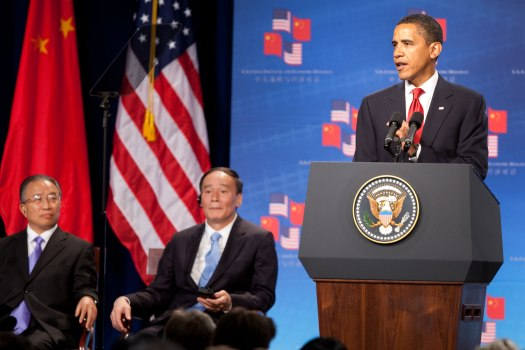
美國總統奧巴馬（右）正在首輪中美戰略與經濟對話開幕式上發表講話，旁聽的分別是中國國家主席特別代表：國務院副總理王岐山（中）和國務委員戴秉國（左）。

2009年2月13日，美國國務卿希拉里·克林頓在一次演講中表達了這樣的看法：“有些人認為，崛起中的中國在定義上是一個競爭對手，”但“相反，我們相信美國和中國可以從彼此的成功中受益，並為彼此的成功做出貢獻。我們將更加努力地在共同關心的領域和共享的機會上發展，這符合我們的利益。”克林頓於2009年2月15日啟程前往她的首次外交政策之旅（前往亞洲），計劃訪問日本、中國、韓國和印度尼西亞。與她一同出訪的還有氣候變化特使托德·斯特恩。
此前，美國官員和媒體曾報導，副總統拜登有可能成為美中關係的主要推動者。據報導，克林頓為獲取中國檔案並主導與中國的全面對話進行了艱苦的努力。英國《金融時報》指出，國務院和財政部之間在管理美中關係方面存在著機構之間的競爭。
在啟程前往亞洲之行之前，克林頓表示：“我們認為中國的經濟關係對我國至關重要，因此我們將以互惠互利的方式進行磋商和合作。”克林頓的觀點引起了然而，當她建議美國在批評中國人權記錄方面不應該“干擾”與北京在全球經濟、環境和安全危機上的合作時，她受到了批評。不到一周後，美國國務院發布了一份由克林頓簽署的報告，對中國在2008年侵犯人權的行為提出了批評。 作為回應，北京發布了一份報告，指責華盛頓利用中國的人權問題謀取政治利益，並示意美國對自身侵犯人權的行為“視而不見”。
2009年4月1日，奧巴馬和胡錦濤宣佈建立中美戰略與經濟對話，美方由希拉里·克林頓、提摩太·蓋茲納主持，中方由戴秉國、王岐山主持。
2009年5月16日，奧巴馬宣布擬提名時任猶他州共和黨州長洪博培出任駐華大使。洪博培是本屆政府中唯一由總統親自任命的大使。美國參議院需要確認這一任命 。洪博培表示，他和奧巴馬總統都認為，美國與中國的關係是全球最重要的關係之一。洪博培的提名在中國和美國參議院均得到了積極回應。
美國財政部長蒂莫西·蓋特納於2009年5月31日至6月2日訪問中國，並與中國最高政治和經濟領導人進行了討論。他有機會會見了胡錦濤、溫家寶總理和王岐山副總理，並發表了講話。在他訪問北京大學期間，他還發表了演講。
2009年7月14日至17日，美國商務部長駱家輝和能源部長朱棣文對中國進行了訪問。
在奧巴馬政府執政期間，美國與中國簽署了比任何其他美國政府時期都更多的雙邊協議，其中重點是應對氣候變化的雙邊合作（p. 2）。

## 日本

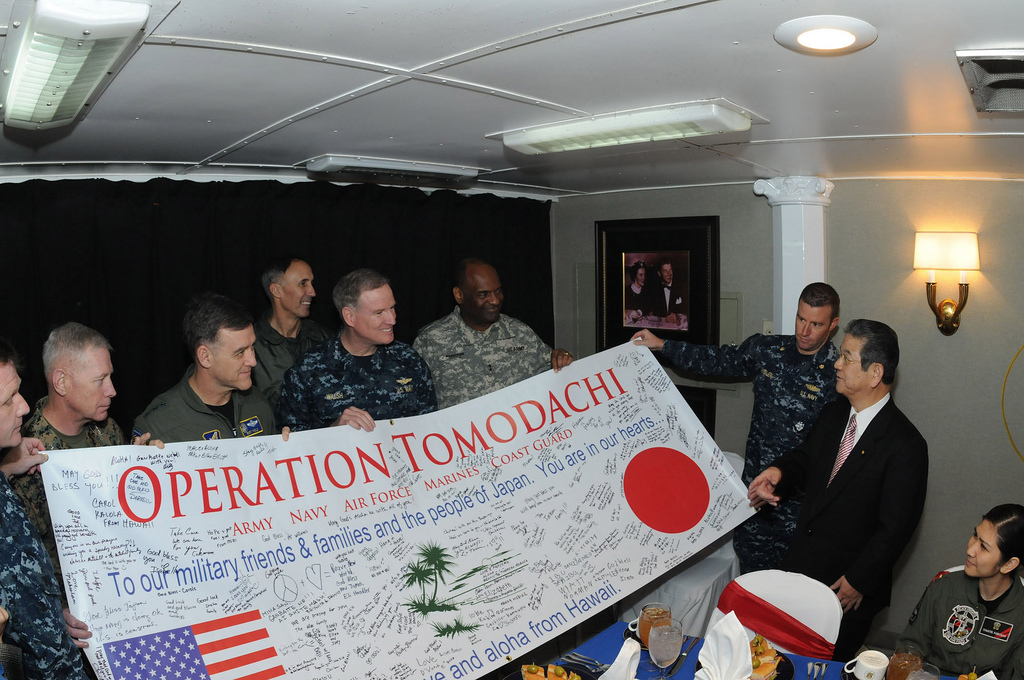
2011年4月4日，日本防衛大臣北澤俊美受到贈予了一面“友邦行動”橫幅。

在奧巴馬政府時期，日本是其東亞外交政策的一個重要焦點。美國國務卿希拉里·克林頓在她首次訪問東亞時向日本官員承諾，強調了日本在美國的聯盟網絡中的核心地位。為了應對2011年東北地震和海嘯，美國啟動了名為“友邦行動”的援助計劃，以支持日本的自然災害救援工作。這項援助獲得了日本防衛大臣北澤俊美的感謝。他在參觀羅納德·裡根號航空母艦時特別對美國的支持表示了感激。艦載人員也對他們在“友邦行動”中提供的援助表示了感謝。北澤俊美表示：“美國是我們的盟友，這個事實讓我倍感鼓舞和自豪。”

## 朝鮮

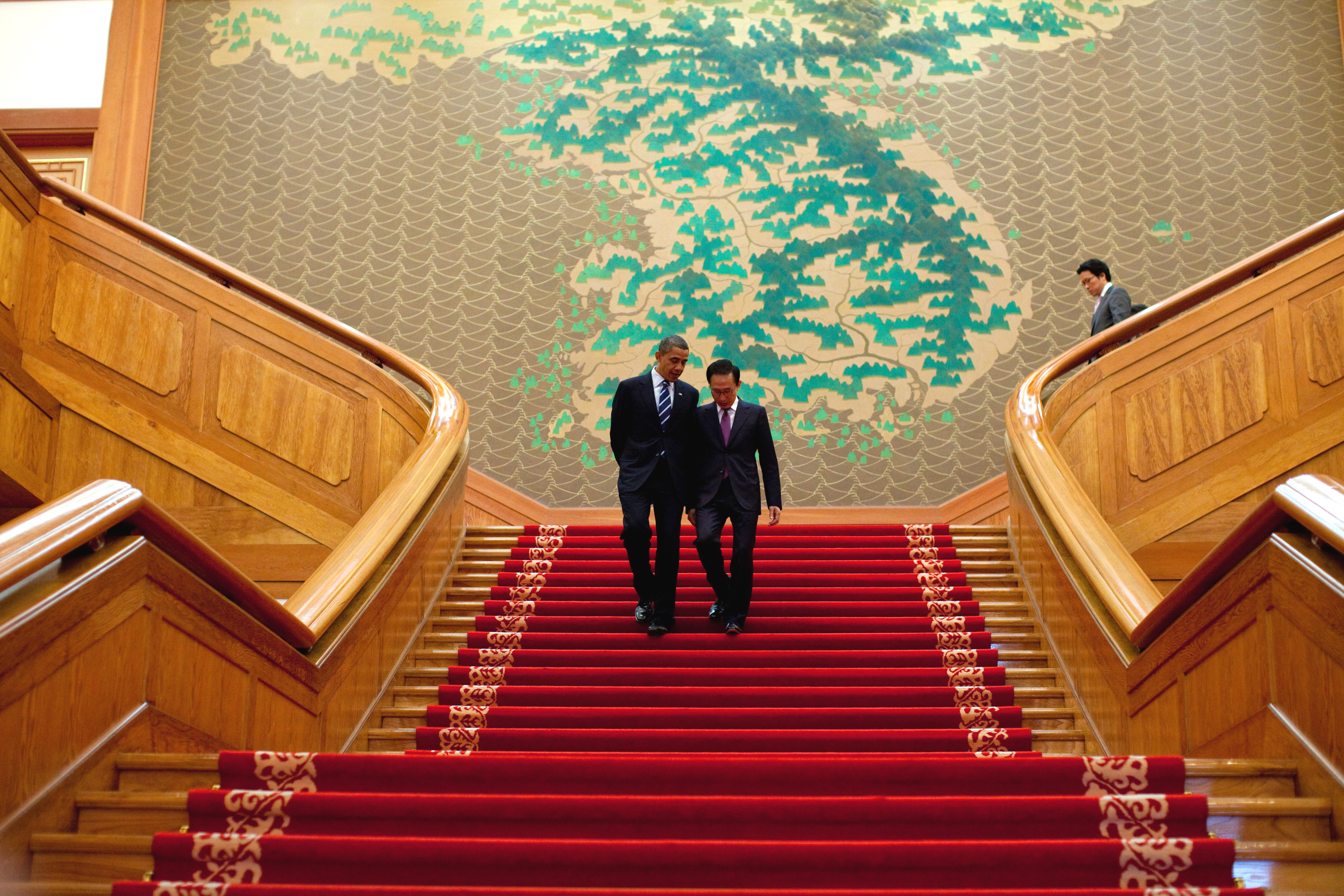
2010年11月，美國總統奧巴馬和韓國總統李明博在首爾青瓦台會面後一同漫步。

在奧巴馬於2009年1月20日就任美國總統不久後，朝鮮再次回到國際舞台，此前在布什政府最後幾個月經歷了相對平靜的時期。儘管在喬治·W·布什總統任內的最後幾週裡，朝鮮承諾要進行無核化，然而在奧巴馬宣誓就職幾週後，朝鮮計劃進行新的遠程洲際彈道飛彈試驗，因此受到日本、韓國和美國等國的指責。儘管平壤方面堅持認為，美國間諜衛星所觀測到的所謂火箭發射準備實際上是為朝鮮衛星發射所進行的基礎工作。
奧巴馬表示支持日本首相麻生太郎，警告朝鮮不要採取火箭發射等“挑釁”行為。美國海軍已宣布準備使用導彈防禦系統來擊落朝鮮發射的導彈，無論是進攻性的還是測試性的。海軍上將蒂莫西·J·基廷表示，艦隊正在等待總統的命令。然而，朝鮮在2009年3月9日發出警告，稱這樣的擊落“恰恰意味著一場戰爭”。
2009年2月19日，國務卿希拉里·克林頓的一番言論引發了爭議。她承認奧巴馬政府對朝鮮可能出現的政權交接危機感到擔憂，並提到了隱居領導人金正日最近明顯的健康問題。在接下來的東亞之行中，克林頓表示奧巴馬政府希望與朝鮮政府進行談判，以推動這個社會主義國家進行核裁軍。
2009年2月20日，克林頓領導的美國國務院宣布任命斯蒂芬·博斯沃思為朝鮮政策特別代表。博斯沃思於2009年3月上旬展開了東亞之行，據報導他會見了中國、俄羅斯、日本和韓國官員，討論有關朝鮮核局勢的議題。
2009年5月下旬，朝鮮進行了未經宣布的核彈頭和導彈試驗，對此奧巴馬政府表示反對，指這些行為違反了2006年聯合國安理會的決議。同時，平壤在5月28日宣布計劃終止1953年的停戰協定，從而結束朝鮮戰爭中的敵對行動。韓美聯合軍司令部進入了戒備狀態，這是可能的第二高警戒級別。
在2010年，奧巴馬政府的任期內發生了兩起與朝鮮有關的重大事件。首先是韓國海軍艦艇沉沒事件，此事件引發了與韓國的新一輪軍事演習，作為對沉沒事件的直接軍事反應 。其次是轟炸延坪島事件，該事件促使美國海軍航空母艦喬治·華盛頓號啟程前往黃海，與韓國海軍進行聯合演習，部分原因是為了阻止朝鮮進一步的軍事行動。
鑑於朝鮮地緣政治的變化，奧巴馬政府將美韓聯盟稱為“美國在太平洋地區安全的基石”。
在過去的一段時間內，美國增加了在東亞大陸的軍事存在。布什總統在認識到韓國軍隊需要更少的美國援助應對朝鮮威脅後，從韓國撤出了40%的美軍。然而，奧巴馬政府扭轉了這一趨勢。在過去的幾年中，美國監督了自朝鮮戰爭以來與韓國最大規模的軍事演習，並增加了駐軍以支持38度線。